# Pont de Sénoueix
Le pont de Senoueix, dit pont romain, est un pont situé à Senoueix sur la commune de Gentioux-Pigerolles dans le département de la Creuse (région Nouvelle-Aquitaine). Le pont est inscrit à l'inventaire des monuments historiques depuis le 9 février 1990,.

## Situation
Le pont de Senoueix, en contrebas du lieu-dit Sénoueix, est situé à 5 kilomètres au nord de Gentioux-Pigerolles en amont du pont emprunté par la route de Gentioux-Pigerolles à Saint-Marc-à-Loubaud dans un environnement naturel, très apprécié des pêcheurs et des randonneurs, à environ 710 m d'altitude.
Il enjambe le Thaurion qui n'est à cet endroit qu'un petit ruisseau au milieu de la lande du plateau de Millevaches. Le pont est une propriété de la commune de Gentioux.

## Descriptif
Le pont aurait été construit au XVIIe siècle. Le pont de Senoueix a probablement été construit sur cintre, il est fondé au rocher affleurant.
Il subsiste de ce pont  une seule  arche constituée de gros blocs de granit mal dégrossis, le pavage de la voie a disparu. Ses dimensions sont de 0,60 mètre de large, 1,70 mètre de haut et 3,40 mètres de long.

## Photos

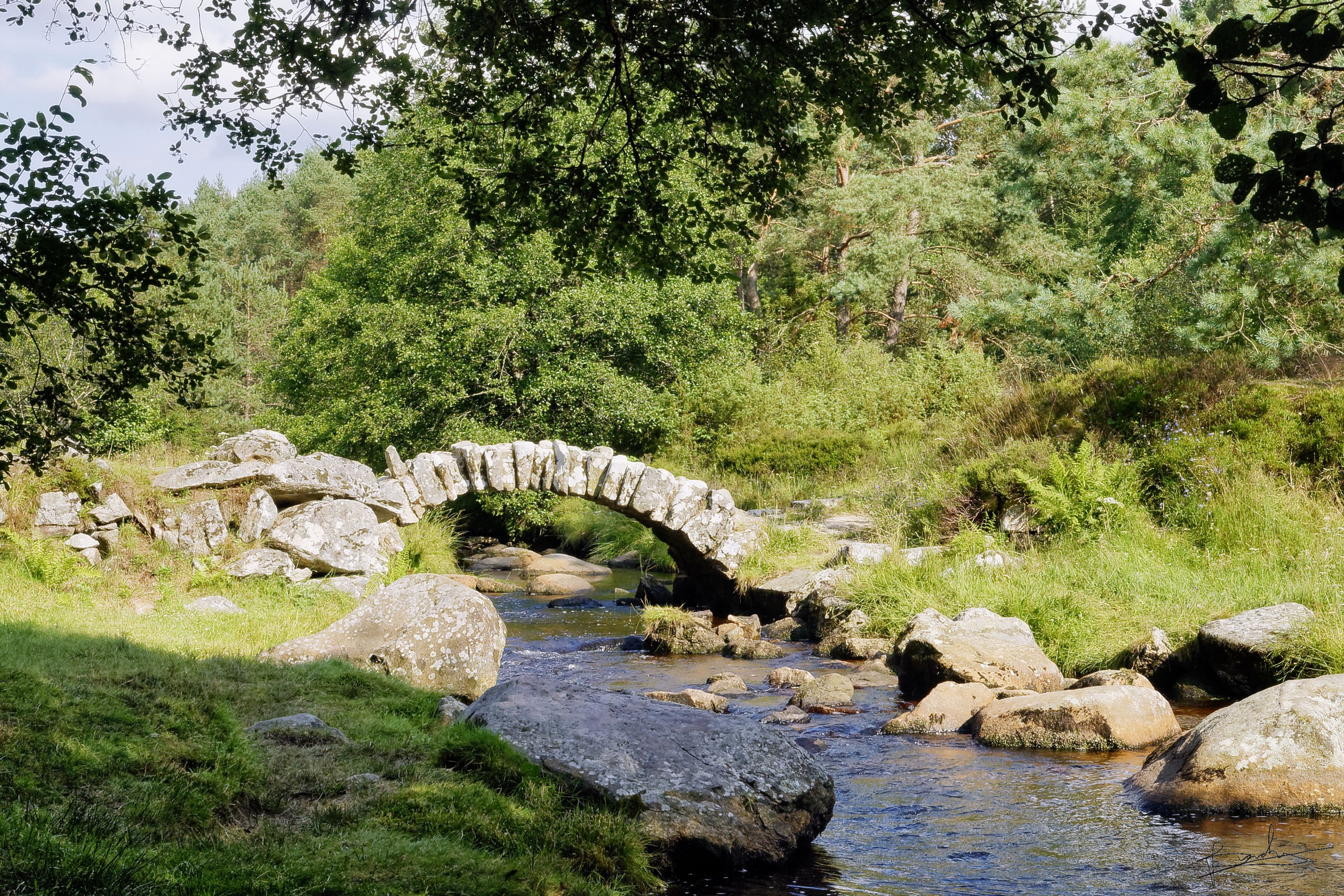
Pont de Sénoueix.
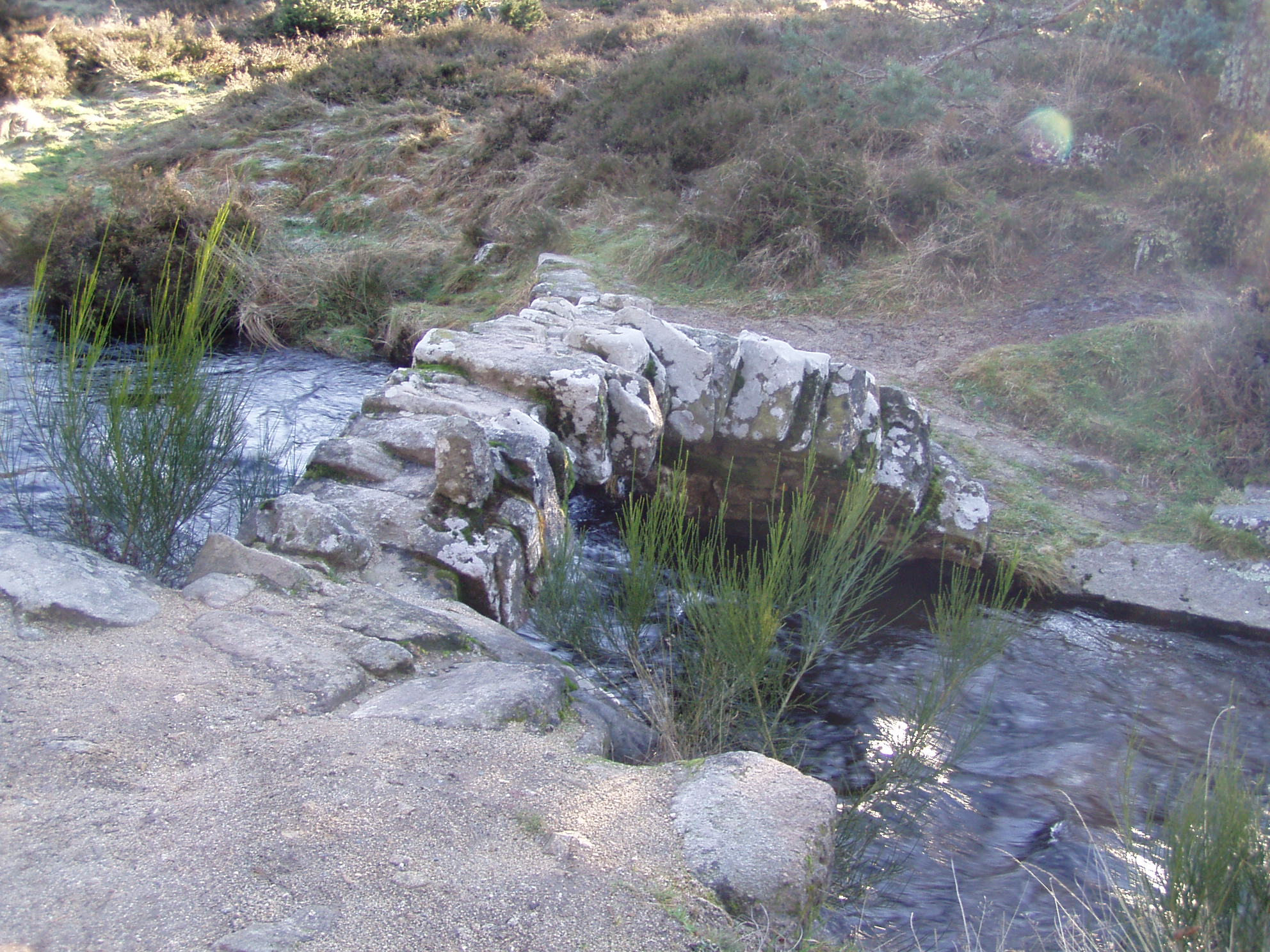
L'arche unique du pont.
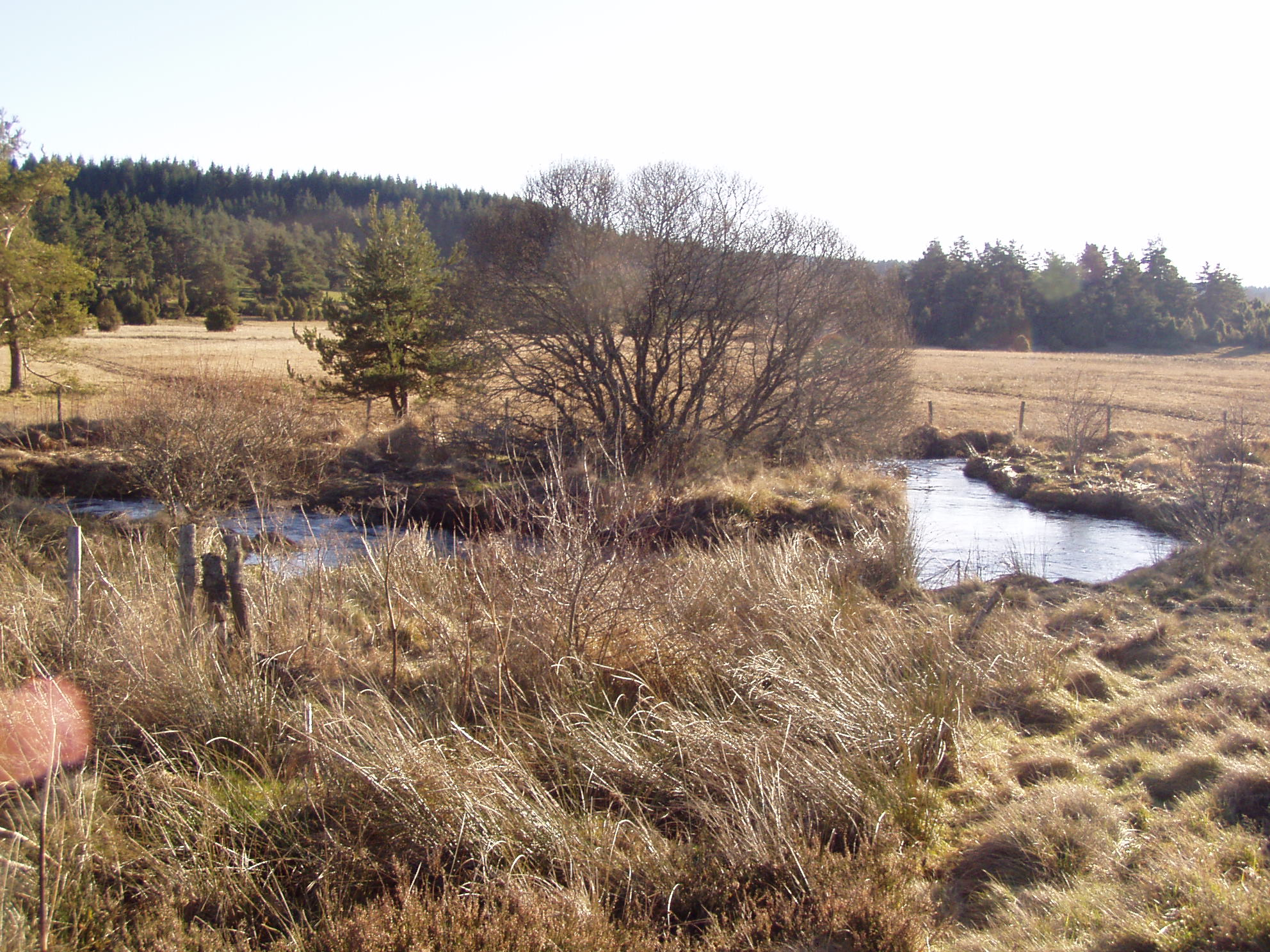
Le Thaurion en amont du pont de Senoueix.